# (48425) Tischendorf
(48425) Tischendorf ist ein Asteroid des Hauptgürtels, der von dem deutschen Astronomen Freimut Börngen am 2. Februar 1989 an der Thüringer Landessternwarte Tautenburg (IAU-Code 033) entdeckt wurde.
Der Asteroid ist Mitglied der Massalia-Familie, einer Gruppe von Asteroiden mit geringer Bahnneigung, benannt nach ihrem größten Mitglied (20) Massalia.
Der Himmelskörper wurde nach dem deutschen Theologen Konstantin von Tischendorf (1815–1874) benannt, der 1844 den Codex Sinaiticus, die älteste vollständig erhaltene Handschrift des Neuen Testaments, entdeckte. Die Benennung des Asteroiden erfolgte am 1. Mai 2003.